# Oleg Pieńkowski
Oleg Władimirowicz Pieńkowski, ros. Олег Владимирович Пеньковский (ur. 23 kwietnia 1919 we Władykaukazie, zm. 16 maja 1963 w Moskwie) – pułkownik Armii Radzieckiej, oficer wywiadu wojskowego GRU, aresztowany pod zarzutem szpiegostwa na rzecz Stanów Zjednoczonych i Wielkiej Brytanii w 1962 i następnie stracony.

## Kariera wojskowa i praca w GRU
Syn poległego w wojnie domowej oficera Białogwardyjskiej Armii, co później zaważyło na dalszych awansach Pieńkowskiego. Absolwent Kijowskiej Szkoły Artylerii (1939).
17 września 1939 brał udział jako oficer polityczny baterii, wchodzącej w skład 1 Frontu Zachodniego, w agresji na Polskę. W 1940 walczył na wojnie z Finlandią. Po inwazji Niemiec na Związek Radziecki przeniesiony do Zarządu Politycznego Moskiewskiego Okręgu Wojskowego. Podczas wojny był czterokrotnie ranny i wielokrotnie odznaczany. Walczył m.in. w 323 Pułku Artylerii Przeciwpancernej, nad którym następnie objął dowodzenie.
Po wojnie ożenił się z córką wysoko postawionego w hierarchii wojskowej generała Dimitrija Gapanowicza. W 1948 ukończył Akademię Wojskową im. Frunzego, a w 1953 Wojskową Akademię Dyplomatyczną, ze specjalnością w zakresie wywiadu strategicznego. Po uzyskaniu dyplomu rozpoczął pracę w wywiadzie wojskowym GRU. W latach 1955–1958 sprawował różne stanowiska, m.in. pomocnika attaché wojskowego w Turcji. Są pogłoski, że tam złożył propozycję współpracy wywiadowi tureckiemu. Po powrocie do Związku Radzieckiego w 1958 został skierowany na kurs broni rakietowej w Akademii Artyleryjskiej im. Feliksa Dzierżyńskiego. Po ukończeniu kursu w 1959 pracował pod przykrywką urzędnika Państwowego Komitetu Koordynacji Prac Naukowo-Badawczych.

## Kontakt z wywiadem zachodnim
W sierpniu 1960 nawiązał kontakt z Centralną Agencją Wywiadowczą, za pomocą listu wręczonego dwóm amerykańskim turystom w Moskwie, który zawierał treść (między innymi):

[…] Zwraca się do was przyjaciel, który stał się bojownikiem o prawdę i ideały prawdziwego wolnego świata i demokracji. […] Dysponuję bardzo ważnymi dokumentami, dotyczącymi wielu kwestii szczególnie ważnych dla waszego rządu. […] Chcę jak najszybciej przekazać wam te materiały.

Pełny tekst listu, w oryginale po rosyjsku i w angielskim tłumaczeniu, jest dostępny przez stronę archiwum dokumentów CIA. Choć Pieńkowski nie przedstawił się w liście, dał tak wiele wskazówek agentom CIA, że nie mieli oni większych problemów z rozpoznaniem nadawcy listu.

### Praca dla CIA i MI6
Wywiad amerykański, nie mając dojścia do Pieńkowskiego i obawiając się prowokacji ze strony KGB, postanowił współpracować z wywiadem brytyjskim, który miał lepsze rozeznanie w Związku Radzieckim na początku lat sześćdziesiątych XX w. Olega Pieńkowskiego postanowiono prowadzić pod flagą brytyjską. Pieńkowski w CIA znany był pod pseudonimem Hero (Bohater), a w brytyjskiej MI6 występował jako Yoga. Do informacji przekazywanych przez Pieńkowskiego miało dostęp bardzo niewielu ludzi z CIA i MI6. Ta ostrożność wynikała zapewne z szoku, jakim było wykrycie tzw. siatki szpiegowskiej Cambridge z Kimem Philbym, która jeszcze nie do końca została zdemaskowana.

### Napływ informacji
Dzięki informacjom dostarczonym przez Pieńkowskiego analitycy z Centralnej Agencji Wywiadowczej potrafili zlokalizować bazy radzieckich rakiet nuklearnych SS-4 i SS-5. Z Moskwy zaczęło napływać tyle informacji, iż w centrali CIA w Langley powołano zespół dwudziestu tłumaczy i analityków. Dalszych dziesięciu pracowało w centrali MI6 w Londynie. Po selekcji materiały dostarczone przez Pieńkowskiego trafiały prosto na biurko prezydenta Johna F. Kennedy’ego.

### Luka nuklearna
Przez lata pięćdziesiąte Stany Zjednoczone próbowały naprawić tzw. lukę nuklearną, jaka ich zdaniem występowała między nimi a Związkiem Radzieckim. O ile w 1960 (jeszcze za kadencji prezydenta Dwighta Eisenhowera) USA posiadały tylko 17 międzykontynentalnych rakiet balistycznych zdolnych do przenoszenia głowic nuklearnych, a ZSRR miał 35, to już rok później (prezydentura Johna F. Kennedy’ego) Amerykanie mieli 63 rakiety, Rosjanie 50. W 1962 stosunek ten wynosił 294 do 75, w 1963 było to już 424 do 100.
Informacje o rzekomej przewadze militarnej ZSRR nad USA, jaka miała się pojawić w latach pięćdziesiątych, pochodziły m.in. od osławionego nazistowskiego wywiadowcy (szef departamentu OKH „Obce Armie Wschód”) Reinharda Gehlena, który po zakończeniu II wojny światowej podjął współpracę z Amerykanami (z uwagi na swoje antykomunistyczne przekonania) i stał się ich ważnym źródłem informacji, potem został szefem BND. Jego raporty, w których wyolbrzymiał potencjał militarny Związku Radzieckiego, powodowały wzrost nieufności między dwoma mocarstwami i eskalację zimnej wojny do niebezpiecznego stanu, po przekroczeniu którego mógł tylko wybuchnąć światowy konflikt zbrojny. Raporty te służyły później za argument do zwiększania budżetu wojskowego i wywiadowczego Stanów Zjednoczonych.
Amerykanie wierzyli w słowa Nikity Chruszczowa, który chwalił się, że Związek Radziecki «produkuje rakiety międzykontynentalne jak parówki». Materiały dostarczone przez Pieńkowskiego pozwoliły CIA ujrzeć prawdziwą skalę potęgi nuklearnej Związku Radzieckiego. Kontakty na terenie ZSRR, a zwłaszcza w Moskwie, z agentami zwerbowanymi przez CIA i MI6 lub przez jakiekolwiek zachodnie służby wywiadowcze, były bardzo trudne, a w wielu przypadkach wręcz niewykonalne.

### Kontakty
Z Pieńkowskim kontaktowano się przeważnie podczas jego wyjazdów za granicę, a na terenie Związku Radzieckiego korzystano z tzw. martwych skrzynek kontaktowych. Był to np. sztuczny kamień porzucany przy drodze np. z Kijowa do Moskwy, w którym chowano rolki filmów itd. Stosowano też inne metody przekazywania i odbioru materiałów. Prowadzący Pieńkowskiego oficerowie CIA i MI6 ustalili zasady łączności. Przewidywały one, iż wymiana materiałów będzie następowała w moskiewskich parkach.

### Łącznicy
Najczęstszym łącznikiem Pieńkowskiego była Janet Anne Chisholm, żona działającego w Moskwie pod przykrywką dyplomaty oficera brytyjskiego wywiadu, Rodericka Chisholma. Przy okazji i dla zachowania bezpieczeństwa Janet Chisholm zabierała ze sobą do parku wózek z dziećmi i oficera CIA z ambasady USA w Moskwie.

### Aresztowanie, wyrok, egzekucja
Oleg Pieńkowski został aresztowany przez KGB 22 października 1962. Oficer CIA z ambasady amerykańskiej został aresztowany przez KGB, kiedy przyszedł na alarmowe spotkanie z Pieńkowskim. W pokazowym publicznym procesie, który miał miejsce w maju 1963, udowodniono Pieńkowskiemu szpiegostwo. Skazany został na karę śmierci przez rozstrzelanie, a o wykonaniu wyroku doniesiono 17 maja 1963.
Na temat śmierci Pieńkowskiego istnieje kilka niepotwierdzonych wersji negujących wersję oficjalną. Według Ryszarda Kuklińskiego Pieńkowski został stracony w sposób pokazowy: wrzucono go do rozpalonego pieca hutniczego, a z egzekucji nakręcono film dla adeptów rosyjskiej Akademii Woroszyłowa. Wiktor Suworow w powieści Akwarium twierdził, że gdy rozpoczynał służbę w GRU pokazywano mu film przedstawiający spalenie żywcem w krematorium człowieka opisanego jako pułkownik GRU. Dało to podstawę do przypuszczeń, że chodziło o egzekucję Pieńkowskiego, jednakże w wywiadzie radiowym z 2010 roku Suworow stanowczo to zdementował i stwierdził, że Pieńkowski został rozstrzelany, niemniej w wywiadzie udzielonym Piotrowi Zychowiczowi, a opublikowanym w książce Alfabet Suworowa, Suworow ponownie wyraził przypuszczenie, że Pieńkowski zginął wrzucony żywcem do pieca hutniczego.
Według Bogusława Wołoszańskiego Pieńkowski nie został stracony, choć taką informację oficjalnie ogłoszono, lecz zesłany do tajnego obozu na Syberii (został więźniem o numerze 845), gdzie popełnił samobójstwo, przecinając sobie żyły drutem kolczastym.

## Podsumowanie działalności Olega Pieńkowskiego
Oleg Pieńkowski okazał się najbardziej wartościowym szpiegiem zimnej wojny. Zapewne dlatego, że podczas jego kariery jako szpiega miało miejsce bardzo ważne wydarzenie – kubański kryzys rakietowy. Pochodzące od Pieńkowskiego informacje upewniły prezydenta Kennedy’ego, że Związek Radziecki nie jest gotowy do wojny nuklearnej i pozwoliły mu na słynny strategiczny blef.
Spędził on z oficerami CIA i MI6 w Londynie i w Paryżu łącznie ok. 144 godziny. W tym czasie przekazywał informacje, których spisanie zajęło 1500 stron maszynopisu oraz 111 rolek filmów, zawierających około 10 tysięcy sfotografowanych kart dokumentacji wojskowej i technicznej.
Wiktor Suworow wysunął tezę, że Pieńkowski w czasie kryzysu kubańskiego w istocie działał na zlecenie wyższych dowódców Armii Radzieckiej, chcących uniknąć wybuchu wojny światowej. Za ukrycie mocodawców podczas procesu miała zostać zagwarantowana nietykalność jego rodziny, której nie dotknęły represje. W swoim wywiadzie, który przeprowadził z nim Piotr Zychowicz, Wiktor Suworow twierdzi także, że Oleg Pieńkowski ocalił świat przed wojną nuklearną, ponieważ przekazane Amerykanom informacje powstrzymały Johna Kennedy’ego od naciśnięcia atomowego przycisku. Tym samym uratował również Polskę, ponieważ atak byłby skierowany z pewnością także przeciwko wojskom radzieckim stacjonującym na terytorium PRL.

## Odznaczenia
- Order Czerwonego Sztandaru (dwukrotnie)
- Order Aleksandra Newskiego
- Order Wojny Ojczyźnianej I klasy
- Order Czerwonej Gwiazdy
- Medal „Za zasługi bojowe”
- Medal „Za obronę Moskwy”
- Medal „Za zwycięstwo nad Niemcami w Wielkiej Wojnie Ojczyźnianej 1941–1945”
- Medal „Za wyzwolenie Pragi”
- Medal jubileuszowy „30 lat Armii Radzieckiej i Floty”
- Medal jubileuszowy „40 lat Sił Zbrojnych ZSRR”
- Medal „W upamiętnieniu 800-lecia Moskwy”
- Medal „Za nienaganną służbę” (I klasy)

Po wyroku skazującym go na śmierć został pozbawiony wszystkich odznaczeń.

## W kulturze
Film szpiegowski Jack Strong rozpoczyna się od sceny zamordowania Olega Pieńkowskiego przez wrzucenie do pieca hutniczego. Odniesienia do osoby Pieńkowskiego pojawiają się w dalszej części filmu (agent CIA David Forden wysuwa przypuszczenie, że informacje uzyskane od Kuklińskiego mogą być nawet cenniejsze od tych dostarczonych przez Pieńkowskiego).
Postać Olega Pieńkowskiego została przedstawiona w filmie "The Courier" (pol. "Gra szpiegów"), gdzie jest on jednym z głównych bohaterów.